# Кайтак (аеропорт)
Кайтак (IATA: HKG, ICAO: VHHH)  — колишній аеропорт Гонконгу. Був головними повітряними воротами території з 1925 по 1998 роки. З 6 липня 1998 його замінив новий аеропорт — Чхеклапкок. 
Через значну кількість хмарочосів та гір і єдиної ЗПС 13/31 посадки в цьому аеропорті були дуже складні. Аеропорт служив базою для таких авіаперевізників як: Cathay Pacific, Cathay Dragon, Air Hong Kong і Hong Kong Airways.
Після закриття Кайтак уряд Гонконгу запланував ревіталізацію інфраструктури аеропорту. Проєкт передбачав будівництво багатоцільового спортивного комплексу, парку метро, круїзного терміналу Кай Так, готелю, житлового комплексу, комерційних і розважальних будівель на площі понад 328 Га.